# Пустињаштво у средњовековној Србији
Пустињаштво у средњовековној Србији или идиоритмија био је један од видова монашког живота.

## Општа разматрања
У православљу пустињаштво или идиоритмија био је један од облика подвижничког живота који је био много мање заступљен од киновија или општежитељства јер је подразумевао знатно строжи начин живота који није препоручиван чак ни свим монасима. Место где би се пустињак подвизивао називано је испосница или скит а овакав монах био је познат под називом пустињак или еремита. 
Главна одлика овог монашког начина живота је одвојеност, не само од света него и од монаха са којима се живи у заједници. Пустињачком начину живота приступали су, по савету и надзору игумана и искусних духовника само они монаси који су се одликовали дугогодишњим подвижничким животом.

## Историја
Пустињаштво, мучеништво, испосништво или исихазам, било је доста распрострањено у средњoвековној Србији, још од најранијих времена. Пре светог Савепустињаци познати пустињаци на подручју српских средњовековних земаља били су свети Јован Рилски, свети Јоаким Осоговски, свети Прохор Пчињски, свети Гаврило Лесновски и многи други. 
Житија бележе да се и Свети Сава истакао у мучењу. Гладовао је, ишао гологлав по жарком сунцу Атоса и бос по врелом. љутом кршу. Током свог боравка на Светој гори и свети Сава се посвећивао овом начину живота. Ту је формирао Карејску испосницу посвећену светом Сави Јерусалимском за коју је и написао Карејски типик (кратак по садржини који се састоји од прописа који одређују строга правила о животу монаха у келији и правила о дневним молитвама).
Типихом светог Саве било је предвиђено да се за један дан чита цео Псалтир. Од тада је свети Сава понео неку болест у стомаку, али када се из самовања вратио у манастир, иако веома млад, стекао је почасно место у братству: сви су се уверили да његово замонашивање није хир обесног племића, него животно опредељење једног, по свему, изузетног човека. 
Ипак, кад год је осећао потребу да се прочисти и продухови Сава се и касније повлачио у своју ћелију мучења у Кареји, проводећи време у ћутању, певању псалама и молитвама как би се од свега ослободио и Богу приближио, покушавајући да оскудни живот суровији од прошлог (у младости), постом и бдењем, клањањем и ноћни стајањем, још више учини бившим.
Прва Савина дела су посвећена испосничком (исихастичком) и манстирском начину живота: Карејски типик и Хиландарски типик. Иако се свети Сава у њима залаже за киновитски манастирски живот, он сматра да само манстирски сабор може одобрити испоснички (пустињачки) живот тек ретким појединцима након обуке кандидата за живот у монашкој послушности и дисциплини у заједници, и након процене способности кандидата за строги монашки подвиг.
По узору на Карејску испосницу формирано је у околини Студенице неколико испосница. Касније у 14. веку оформљене су Дечанска испосница у Белајама и Пећка испосница у Ждрелу. 
Пустињаштво је такође било заступљено у Моравској Србији где га карактерише присуство монаха синаита који су у Србију донели специфичну духовну културу а такође су одиграли велики значај у оновременом српском књижевном стваралаштву.
Од тих раних и средњoвековних „мученија”, данас је остао испоснички живот у манастирима.
Познати пустињаци
Неки од познатих пустињака били су Петар Коришки и Марко Пећки, свети Јован Рилски, свети Јоаким Осоговски, свети Прохор Пчињски, свети Гаврило Лесновски и многи други.